# 薩利涅 (邵爾斯區)
52°0′33″N 32°9′49″E / 52.00917°N 32.16361°E
薩利涅（烏克蘭語：Сальне），是烏克蘭北部的村莊，隸屬切爾尼希夫州的科留基夫卡區。該村面積0.05平方公里，海拔高度132米，2001年人口44，人口密度每平方公里977.78人。